# Grote Boeddha Dordenma
De Grote Boeddha Dordenma is een groot Boeddhabeeld in de bergen van Bhutan dat werd opgericht ter ere van de 60e verjaardag van de vierde koning Jigme Singye Wangchuk. 

## Geschiedenis
De bouw begon in 2006 en was gepland om te eindigen in oktober 2010, maar eindigde pas op 25 september 2015. Het standbeeld werd gebouwd voor een bedrag van 47 miljoen Amerikaanse dollar door Aerosun Corporation uit het Chinese Nanjing, terwijl de totale kosten van het hele project ruim 100 miljoen Amerikaanse dollar bedragen. Namen van sponsors worden weergegeven in de meditatiehal die de troon van de Grote Boeddha Dordenma vormt.
Onder de ogen van het Boeddhabeeld werd in 2011 het natuurpark Kuensel Phodrang officieel geopend. Het park heeft een bosgebied van 943,4 hectare rondom het Boeddhabeeld en herbergt twee openbare gymnasiums die in 2015 zijn geopend.

## Bouwwerk
Het standbeeld huisvest meer dan honderdduizend kleinere Boeddhabeelden, die elk, net als de Grote Boeddha Dordenma zelf, zijn gemaakt van brons en zijn verguld in goud. De Grote Boeddha Dordenma ligt te midden van de ruïnes van Kuensel Phodrang, het paleis van Sherab Wangchuck, de dertiende Desi Druk, met uitzicht op de zuidelijke route naar Thimphu, de hoofdstad van Bhutan.  Het voltooide werk is met 52 meter een van de grootste Buddharupas ter wereld en bevat 100.000 vergulde bronzen Boeddha's van ongeveer 20 centimeter en 25.000 van ongeveer 20 centimeter.

## Profetieën
Afgezien van het eeuwfeest van de Bhutanese monarchie, vervult het twee profetieën. In de twintigste eeuw profeteerde de gerenommeerde yogi Sonam Zangpo dat een groot standbeeld van Padmasambhava, Boeddha of van een phurba in de regio zou worden gebouwd om zegeningen, vrede en geluk aan de hele wereld te schenken. Bovendien wordt het standbeeld genoemd in de oude terma van goeroe Padmasambhava zelf, daterend van ongeveer de achtste eeuw en werd het ongeveer 800 jaar geleden teruggevonden door tertön Pema Lingpa.

Panoramisch zicht op de Grote Boeddha Dordenma